# Olcella cinerea
Olcella cinerea är en tvåvingeart som först beskrevs av Friedrich Hermann Loew 1863.  Olcella cinerea ingår i släktet Olcella och familjen fritflugor. Inga underarter finns listade i Catalogue of Life.